# 菩薩地持經
《菩薩地持經》，八卷，中天竺沙門曇無讖譯出，為《瑜伽師地論·菩薩地》的別行譯本，有梵文本《Bodhisattvabhūmi》以及藏譯本存世。

## 譯本
漢譯全本：
1. 《菩薩地持經》，八卷，北涼中天竺沙門曇無讖譯。
2. 《菩薩善戒經》，九卷，劉宋罽賓沙門求那跋摩譯。
3. 《瑜伽師地論·菩薩地》，第三十五卷至第五十卷，唐玄奘譯。

漢譯菩薩戒本：
1. 《菩薩戒本》，一卷，北涼曇無讖譯，又稱「地持菩薩戒本」。
2. 《菩薩善戒經》，一卷，內題「優波離問菩薩受戒法」，劉宋罽賓沙門求那跋摩譯。
3. 《優婆塞五戒威儀經》，一卷，題作求那跋摩譯，彥琮錄載為失譯。
4. 《菩薩戒本》，一卷，唐玄奘譯，又稱「瑜伽菩薩戒本」，出自瑜伽師地論第四十卷末至第四十一卷。